# Johann Rochus Egedacher
Johann Rochus Egedacher (* 5. August 1714 in Salzburg, St. Andrä; † 14. Juni 1785 ebenda) war der Sohn des Orgelbauers Johann Christoph Egedacher und führte dessen Werkstätte in Salzburg weiter. 1747–1785 war er Hoforgelmacher im Fürsterzbistum Salzburg.

## Leben

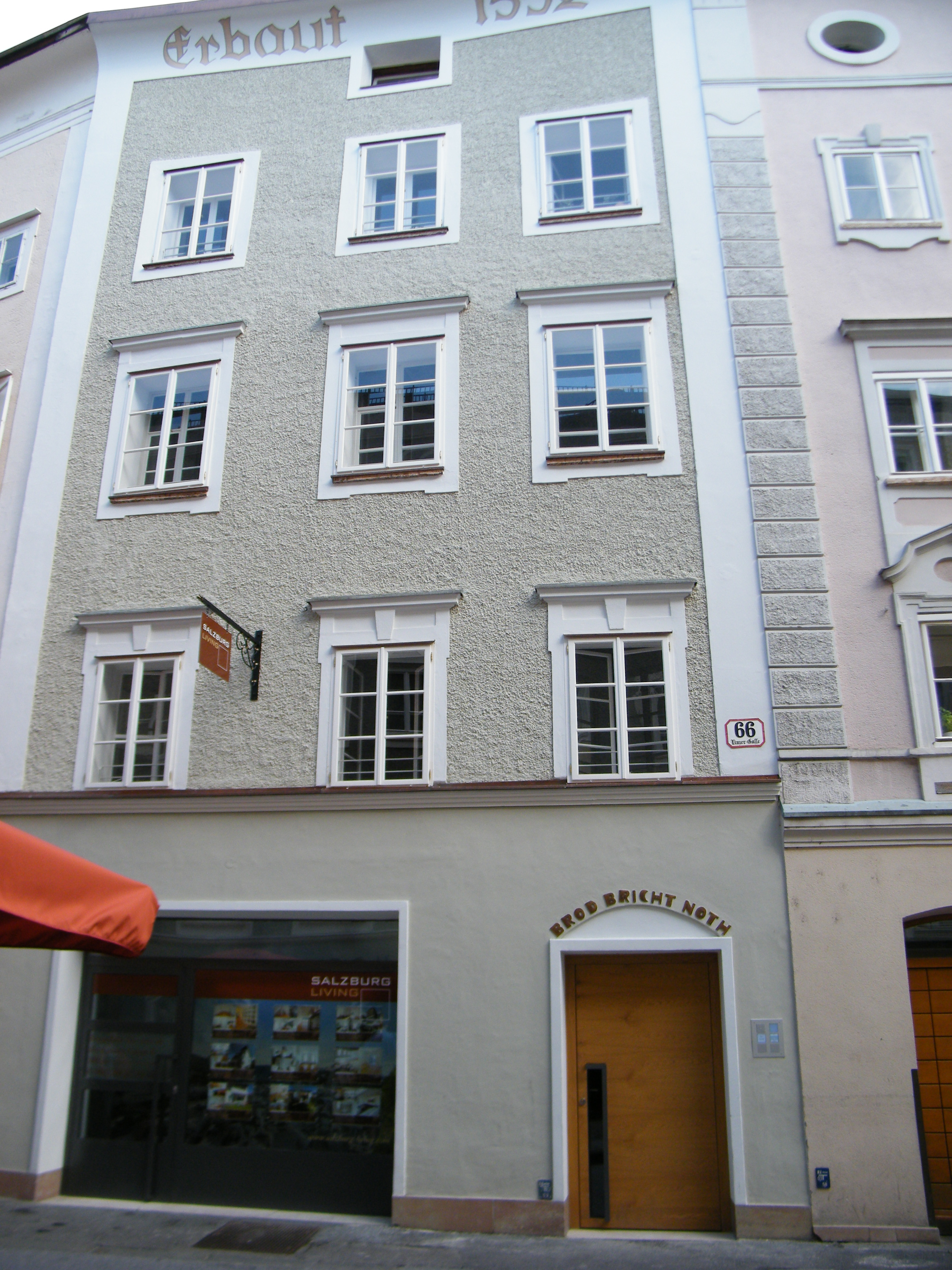
Egedacherhaus 1753–88

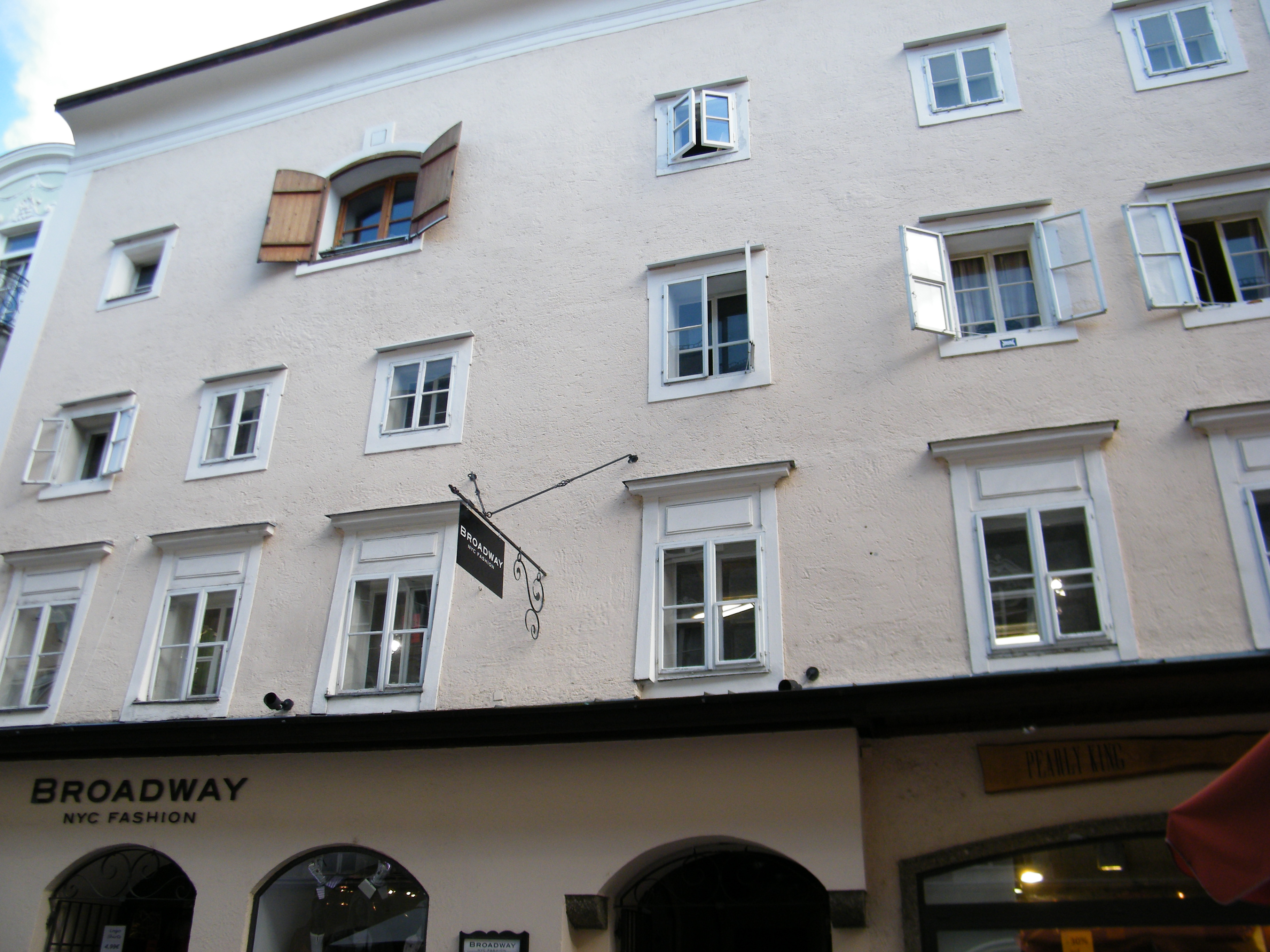
Lehenrößlerhaus, 1764–1785 im Besitze Rochus Egedachers

Johann Rochus Egedacher, in der Literatur kurz Rochus Egedacher oder, fälschlicherweise, auch Johann Josef Egedacher genannt, war als Sohn von Johann Christoph Egedacher ein bedeutendes Mitglied der Orgelbaudynastie der Egedacher, die zusammen mit den Familien Butz und Freundt als wichtigste Vertreter der süddeutschen Orgelbauschule und damit des bayrischen und (heutigen) österreichischen Raumes gelten.
Johann Rochus hatte seine Ausbildung zunächst am Kapellhaus erhalten, 1726 scheint er als Grammatist am Benediktinergymnasium auf. Egedacher war ein guter Organist und spielte mehrere Instrumente. So wurde er in der Hofmusik als Hofposonist bezeichnet, die Schreiber des Hofkalenders nennen ihn auch den Hof-Hornisten. Das Orgelmacherhandwerk lernte er bei seinem Vater, in der Werkstätte Bergstraße 12. Mit 25 lieferte er als Gesellenstück eine neue Orgel mit 24 Registern für die Pfarrkirche St. Michael in Brixen. Nach dem Tod seines Vaters übernahm er dessen Werkstätte und erhielt am 13. September 1747 das Salzburger Hoforgelmacherdekret. Er übernahm den Hofdienst zu den gleichen Bedingungen wie sein Vater, nur das Wein- und Brotdeputat wird später, ab 9. März 1758, in eine jährliche Zahlung von 54 fl. umgewandelt. Am 13. Februar 1748 heiratete er in der Pfarrkirche Gnigl Maria Theresia Capeller aus Aussee. Die Trauung nahm sein Bruder, Kanonikus Johann Jakob Egedacher, vor, einer seiner Trauzeugen war einer seiner anderen Brüder, der Vikar Johann Georg Kajetan Egedacher. 1753 kaufte er mit dem anererbten Vermögen seiner Gattin das Haus Linzer Gasse 66, dazu 1764 noch das sogenannte Lehenrößlerhaus, Linzer Gasse 68, in dem der Lohnkutscher (=Lehenrössler) Caspar Keller wohnte und auch wohnen blieb. Von den zahlreichen gemeinsamen Kindern starben einige schon kurz nach der Geburt, weitere acht im Kindesalter. Nur Rochus Franz Ignaz Egedacher (* 29. Jänner 1749; † 22. Jänner 1824) und Maria Erentrudis Egedacher (* 15. September 1761) wurden erwachsen bzw. starben erst in höherem Alter.
Anfangs entwickelte sich das Geschäft gut, später verschlechterte sich seine Auftragslage dramatisch. Leopold Mozart klagte über die schlechten Klaviere, die Egedacher angefertigt hatte und meinte über ihn, er sei ein alter Narr, der beim Klavierbau schlechtes Holz verwende, weil er gutes altes Holz, wie Geld, zurückhalten wolle. Am 14. Jänner 1785 schrieb Leopold Mozart an seine Tochter „Nannerl“ Berchtold von Sonnenburg in St. Gilgen, dass sie sich keine Hoffnung auf eine Klavierreparatur durch Egedacher machen solle, denn dieser könne nicht mehr aus dem Haus gehen und sei daher nicht mehr imstande, bey Hofe […] zu stimmen. Das würde nun der geistliche Sohn erledigen, der nun so wohl bey Hofe, als im Theater, und in der ganzen Statt die Clavier stimmen müsse. Offenbar war Egedacher im Dezember 1784 aus Radstadt, wo er eine Orgel aufgestellt hatte, krank zurückgekommen. Er konnte kaum noch gehen und litt schmerzlich an Sand und Gries. Zu dieser Zeit hatte Leopold Mozart bereits berichtet: Mit dem Egedacher-Hauß steht es itzt sehr übel – die Frau ist schon seit 2 Monaten krank, nun ist sie nicht nur blind geworden, sondern sie ist fast immer sünnlos und närrisch. Egedacher war anscheinend in Folge bettlägerig geworden, denn man musste ihm im Juni 1785 sogar brand-fleisch wegschneiden, das sich durch sein langes Aufliegen gebildet hatte. Er verstarb am 14. Juni 1785 und wurde in der Nacht am 15. Juni auf dem Friedhof St. Sebastian in Salzburg beigesetzt.
Johann Rochus Egedacher hinterließ Verbindlichkeiten in Höhe von 480 fl., denen aber Werte in Form von Werkzeugen und Immobilien in Höhe von 3991 fl. gegenüberstanden. In dieser Zeit beklagte Leopold Mozart, dass Egedachers Sohn Rochus Franz Ignaz, der geist. Egedacher […] es für gut befunden [habe] einigen Werkzeug auf die Seite zu räumen. Die Erben verkauften zuerst das Lehenrößlerhaus, Linzer Gasse 68, das der Erblasser hinzugekauft hatte, am 31. Oktober 1785 um 2000 fl. an den Lohnkutscher Johann Langwieder. Daher hatte die Witwe anfangs Mühe, das Gnadengeld von 8 fl. zu erhalten, welches ihr dann aber am 22. April 1786 zugesprochen wurde. Sie starb am 7. Mai 1788 im Alter von 66 Jahren und wird als erblindet und verwirrt geschildert. Die Erben verkauften jetzt auch das Haupthaus, Linzer Gasse 66, und zwar am 27. September 1788 um 1391 Gulden.

## Werkliste (Auswahl)
Einige seiner nachgewiesenen Neubauten sind:
| Jahr    | Ort                     | Kirche                                           | Bild | Manuale | Register | Anmerkungen |
| ------- | ----------------------- | ------------------------------------------------ | ---- | ------- | -------- | --- |
| 1740    | Brixen                  | Pfarrkirche St. Michael                          |      | II/P    | 24       | Brixen, St Michael, Orgel.jpg Orgel |
| um 1750 | Salzburg-Gnigl          | Pfarrkirche (Seit 1862 in der Pfarrkirche Koppl) |      |         |          | Das Gehäuse wurde, auf Anraten Pater Peter Singers, 1862 nach Koppl gebracht und ist erhalten. |
| 1750    | Uttendorf (Salzburg)    | Pfarrkirche Uttendorf                            |      |         |          | |
| 1750    | Thalgau                 | Pfarrkirche Thalgau                              |      | I/P     | 9        | Das Gehäuse stammt von Sebastian Eberl. Die Orgel wurde 1886 von Johann Mauracher stark verändert, zudem erhielt sie einen mechanischen Spieltisch. Mitte der 1980er-Jahre entfernte man diesen wieder zugunsten eines Spielschranks, ein Umstand, der den Eindruck der Uneinheitlichkeit des Instruments nicht behob, sondern weiter verstärkte. |
| 1753    | Salzburg                | Hohensalzburg                                    |      |         |          | Erneuerung des Hornwerks Salzburger Stier (Memento vom 3. September 2009 im Internet Archive) |
| 1755    | Salzburg                | Salzburger Dom                                   |      |         |          | Wiederherstellung der 4 Pfeilerorgeln und Reinigung des Chorpositivs |
| 1756    | Bruck                   | Hundsdorf                                        |      | I       | 4        | In der Instrumentensammlung des Salzburg Museum |
| 1757    | Mariapfarr              | Pfarrkirche                                      |      |         |          | nicht erhalten, seit 1951 Orgel von Max Dreher |
| 1759    | Sankt Michael im Lungau | Pfarrkirche St. Michael im Lungau                |      |         | 12       | Das Gehäuse wurde von Josef Mehrl, Tischler zu St. Michael, geschaffen, und enthält jetzt eine pneumatische Orgel von Albert Mauracher aus dem Jahre 1909. Die alte Josef Ignaz Meyenberg-Orgel aus dem Jahre 1701 mit 6 Registern übertrug Rochus Egedacher 1759 in die Filialkirche St. Martin.                                                 |
| 1766    | Berndorf bei Salzburg   | Pfarrkirche                                      |      | I/P     | 10       | nur Gehäuse erhalten |
| 1770    | Salzburg                | Michaelskirche                                   |      | I       | 4        | 1974/75 wurde sie unter der künstlerischen Beratung von Gerhard Croll (Salzburg) und Hans Nadler (Bregenz) von Herbert Gollini restauriert, wobei er die Register Copel 8', Flöte 4' und Oktave 2' rekonstruieren musste, da nur mehr das Prospekt-Register Principal 4' erhalten geblieben war.                                                  |
| 1770    | Werfenweng              | Pfarr- und Wallfahrtskirche Mariä Geburt         |      |         |          | nicht erhalten |
| 1776    | Seekirchen              | Kollegiatstiftskirche                            |      |         |          | 1776 richtet Rochus Egedacher für 780 fl. eine neue Orgel ein, 1788 stellte Hoforgelmacher Johann Schmied eine Manualpedal und Registerstruktur für 75 fl. auf |
| 1777    | Zell am Ziller          | Pfarrkirche                                      |      |         |          | nicht erhalten, seit 1966 Orgel von Reinisch-Pirchner |
| 1779    | Tittmoning              | St. Laurentius                                   |      |         |          | Die Orgel wurde 1815 beim Brand der Kirche zerstört. Als Ersatz schenkte der König 1816 die Johann-Christoph-Egedacher-Orgel von Herrenchiemsee. |
| 1785    | Palling                 | Mariä Geburt (Palling)                           |      |         |          | von seinem Sohn Rochus Franz Ignaz Egedacher fertiggestellt, nicht erhalten |
| 1785    | Radstadt                | Pfarrkirche                                      |      |         |          | von Rochus Franz Ignaz Egedacher fertiggestellt, nicht erhalten |